# Zlatko Dalić
Zlatko Dalić (Livno, 26 ottobre 1966) è un allenatore di calcio ed ex calciatore croato, di ruolo centrocampista, commissario tecnico della nazionale croata, con cui ha raggiunto il secondo posto al campionato del mondo 2018, il terzo posto al campionato del mondo 2022 e il secondo posto nella UEFA Nations League 2022-2023.

## Biografia
Nato a Livno, allora parte della Repubblica Socialista di Bosnia ed Erzegovina, proviene da una famiglia di croati di Bosnia ed Erzegovina.
Nel 1992 ha sposato Davorka Propadalo, incontrata negli anni della scuola superiore a Livno. La coppia ha due figli maschi. È un cattolico praticante.

## Carriera

### Giocatore
Centrocampista difensivo, ha giocato in varie squadre croate. Prodotto del vivaio della squadra della sua città, il Troglav della città bosniaca di Livno, ha militato nell'Hajduk Spalato, nella Dinamo Vinkovci, nel Velež Mostar, nel Varteks Varaždin, di nuovo nell'Hajduk Spalato e infine di nuovo nel Varteks Varazdin. Ha chiuso la carriera agonistica nel 2000.

### Allenatore
Come allenatore ha esordito alla guida del Varteks Varaždin nel 2005, per poi passare ad allenare la nazionale Under-21 croata. In seguito ha allenato in Arabia Saudita e negli Emirati Arabi Uniti, dove ha guidato Al-Faisaly, Al-Hilal e Al-Ain.
Il 7 ottobre 2017 è stato nominato commissario tecnico della nazionale croata. Condotta la squadra alla qualificazione al campionato del mondo del 2018 tramite gli spareggi, vinti contro la Grecia, rinnova il contratto sino al 2020. Al mondiale di Russia 2018 la Croazia si rivela una delle sorprese: battendo l'Argentina per 3-0 si qualifica come prima nel girone a punteggio pieno, poi elimina agli ottavi la Danimarca ai tiri di rigore, ai quarti la Russia ancora ai tiri di rigore e in semifinale l'Inghilterra dopo i tempi supplementari, qualificandosi per la prima volta alla finale di un campionato del mondo. Nell'atto conclusivo della rassegna i croati vengono sconfitti dalla Francia per 4-2, ottenendo la medaglia d'argento, migliore risultato della nazionale biancorossa ai mondiali.
Nella prima uscita dopo la finale del mondiale la Croazia di Dalić viene battuta per 6-0 dalla Spagna all'esordio nella UEFA Nations League 2018-2019. Chiude poi il girone all'ultimo posto, evitando la retrocessione in Lega B solo successivamente, grazie a un cambio del regolamento del torneo.
Qualificata la squadra al campionato d'Europa 2021, nell'estate del 2020 Dalić ottiene un rinnovo contrattuale sino al 31 dicembre 2022. Nella UEFA Nations League 2020-2021 la Croazia delude ed evita la retrocessione in Lega B solo grazie a una migliore differenza reti rispetto alla Svezia, chiudendo con la peggiore difesa casalinga della UEFA Nations League.
Malgrado l'insuccesso in Nations, Dalić conserva il posto e guida la Croazia alla qualificazione al campionato del mondo 2022 da imbattuta. A Qatar 2022 la Croazia supera la prima fase, poi elimina il Giappone agli ottavi e il Brasile ai quarti di finale, prima di essere eliminata dai futuri campioni del mondo dell'Argentina in semifinale. Il successo nella finale di consolazione contro il Marocco (2-1) vale il terzo posto: la Croazia sale sul podio a un campionato del mondo per la seconda volta consecutiva ed eguaglia il risultato ottenuto a Francia 1998.
Dalić guida poi la Croazia nella UEFA Nations League 2022-2023, in cui la squadra vince il proprio girone di Lega A con 4 successi in 6 partite, qualificandosi così alla final four del torneo. A Rotterdam, contro i Paesi Bassi, i croati si impongono per 4-2 dopo i tempi supplementari, accedendo alla finale di Rotterdam contro la Spagna, che prevale per 5-4 ai tiri di rigore, dopo lo 0-0 dei tempi supplementari, lasciando così alla Croazia il secondo posto nel torneo.

## Statistiche

### Statistiche da allenatore
| Stagione          | Squadra           | Campionato        | Campionato | Campionato | Campionato | Campionato | Coppe nazionali | Coppe nazionali | Coppe nazionali | Coppe nazionali | Coppe nazionali | Coppe continentali | Coppe continentali | Coppe continentali | Coppe continentali | Coppe continentali | Altre coppe | Altre coppe | Altre coppe | Altre coppe | Altre coppe | Totale | Totale | Totale | Totale | % Vittorie | Piazzamento |
| Stagione          | Squadra           | Comp              | G          | V          | N          | P          | Comp            | G               | V               | N               | P               | Comp               | G                  | V                  | N                  | P                  | Comp        | G           | V           | N           | P           | G      | V      | N      | P      | %          | Piazzamento |
| ----------------- | ----------------- | ----------------- | ---------- | ---------- | ---------- | ---------- | --------------- | --------------- | --------------- | --------------- | --------------- | ------------------ | ------------------ | ------------------ | ------------------ | ------------------ | ----------- | ----------- | ----------- | ----------- | ----------- | ------ | ------ | ------ | ------ | ---------- | ----------- |
| 2005-2006         | Varteks Varaždin  | 1. HNL            | 32         | 15         | 2          | 15         | CC              | 8               | 5               | 2               | 1               | Int                | 6                  | 2                  | 2                  | 2                  | -           | -           | -           | -           | -           | 46     | 22     | 6      | 18     | 47,83      | 3º          |
| 2006-2007         | Varteks Varaždin  | 1. HNL            | 33         | 12         | 6          | 15         | CC              | 1               | 0               | 0               | 1               | CU                 | 2                  | 0                  | 1                  | 1                  | -           | -           | -           | -           | -           | 36     | 12     | 7      | 17     | 33,33      | 8º          |
| Totale Varteks    | Totale Varteks    | Totale Varteks    | 65         | 27         | 8          | 30         |                 | 9               | 5               | 2               | 2               |                    | 8                  | 2                  | 3                  | 3                  |             |             |             |             |             | 82     | 34     | 13     | 35     | 41,46      |             |
| 2007-2008         | Rijeka            | 1. HNL            | 33         | 14         | 11         | 8          | CC              | 2               | 1               | 0               | 1               | Int                | 2                  | 0                  | 1                  | 1                  | -           | -           | -           | -           | -           | 37     | 15     | 12     | 10     | 40,54      | 4º          |
| 2008-feb. 2009    | Dinamo Tirana     | KS                | 18         | 7          | 7          | 4          | CA              | 3               | 2               | 0               | 1               | UCL                | -                  | -                  | -                  | -                  | SA          | 1           | 1           | 0           | 0           | 22     | 10     | 7      | 5      | 45,45      | Dim.        |
| 2009-2010         | Slaven Belupo     | 1. HNL            | 28         | 10         | 10         | 8          | CC              | 4               | 2               | 0               | 2               | UEL                | -                  | -                  | -                  | -                  | -           | -           | -           | -           | -           | 32     | 12     | 10     | 10     | 37,50      | 7º          |
| 2010-2011         | Al-Faisaly        | SPL               | 26         | 10         | 5          | 11         | CdP + KC        | 1+2             | 0+0             | 1+0             | 0+2             | -                  | -                  | -                  | -                  | -                  | -           | -           | -           | -           | -           | 29     | 10     | 6      | 13     | 34,48      | 7º          |
| 2011-2012         | Al-Faisaly        | SPL               | 26         | 7          | 9          | 10         | CdP + KC        | 2+2             | 1+0             | 0+0             | 1+2             | -                  | -                  | -                  | -                  | -                  | -           | -           | -           | -           | -           | 30     | 8      | 9      | 13     | 26,67      | 8º          |
| Totale Al-Faisaly | Totale Al-Faisaly | Totale Al-Faisaly | 52         | 17         | 14         | 21         |                 | 7               | 1               | 1               | 5               |                    | -                  | -                  | -                  | -                  |             |             |             |             |             | 59     | 18     | 15     | 26     | 30,51      |             |
| gen.-mag. 2013    | Al-Hilal          | SPL               | 8          | 5          | 2          | 1          | CdP + KC        | 2+2             | 1+0             | 1+1             | 0+1             | ACL                | 8                  | 4                  | 1                  | 3                  | -           | -           | -           | -           | -           | 20     | 10     | 5      | 5      | 50,00      | Sub., 2º    |
| mar.-mag. 2014    | Al-Ain            | UAE               | 7          | 5          | 1          | 1          | CEA             | 1               | 1               | 0               | 0               | ACL                | 11                 | 7                  | 2                  | 2                  | -           | -           | -           | -           | -           | 19     | 13     | 3      | 3      | 68,42      | Sub., 6º    |
| 2014-2015         | Al-Ain            | UAE               | 26         | 18         | 6          | 2          | EC + CEA        | 6+2             | 2+1             | 0+0             | 4+1             | ACL                | 8                  | 3                  | 5                  | 0                  | SC          | 1           | 0           | 0           | 1           | 43     | 24     | 11     | 8      | 55,81      | 1°          |
| 2015-2016         | Al-Ain            | UAE               | 26         | 18         | 3          | 5          | EC + CEA        | 6+4             | 1+3             | 3+1             | 2+0             | ACL                | 14                 | 6                  | 5                  | 3                  | SC          | 1           | 1           | 0           | 0           | 51     | 29     | 12     | 10     | 56,86      | 2º          |
| 2016-gen. 2017    | Al-Ain            | UAE               | 15         | 9          | 4          | 2          | EC + CEA        | 6+2             | 2+1             | 2+0             | 2+1             | ACL                | -                  | -                  | -                  | -                  | -           | -           | -           | -           | -           | 23     | 12     | 6      | 5      | 52,17      | Dim.        |
| Totale Al-Ain     | Totale Al-Ain     | Totale Al-Ain     | 74         | 50         | 14         | 10         |                 | 27              | 11              | 6               | 10              |                    | 33                 | 16                 | 12                 | 5                  |             | 2           | 1           | 0           | 1           | 136    | 78     | 32     | 26     | 57,35      |             |
| Totale carriera   | Totale carriera   | Totale carriera   | 278        | 130        | 66         | 82         |                 | 56              | 23              | 11              | 22              |                    | 51                 | 22                 | 17                 | 12                 |             | 3           | 2           | 0           | 1           | 388    | 177    | 94     | 117    | 45,62      |             |

#### Nazionale
Statistiche aggiornate al 9 giugno 2025.
| Squadra | Naz                | dal            | al        | Record | Record | Record | Record     | Record | Record | Record | Record |
| G       | V                  | N              | P         | GF     | GS     | DR     | % Vittorie |        |        |        |        |
| ------- | ------------------ | -------------- | --------- | ------ | ------ | ------ | ---------- | ------ | ------ | ------ | ------ |
| Croazia | Croazia (bandiera) | 7 ottobre 2017 | in carica | 97     | 48     | 25     | 24         | 164    | 112    | +52    | 49,48  |

#### Nazionale nel dettaglio
| 2017                | Croazia        | Qual. Mondiale 2018           | Subentrato, 2º nel Gruppo I, qualificato dopo i play-off | 1  | 1  | 0  | 0  | 100,00& | 2   | 0   | +2  |
| Nov. 2017           | Croazia        | Qual. Mondiale 2018           | Subentrato, 2º nel Gruppo I, qualificato dopo i play-off | 2  | 1  | 1  | 0  | 50,00   | 4   | 1   | +3  |
| 2018                | Croazia        | Mondiale 2018                 | 2º                                                       | 7  | 4  | 2  | 1  | 57,14   | 14  | 9   | +5  |
| 2018                | Croazia        | UEFA Nations League 2018-2019 | 3º nel Gruppo 4                                          | 4  | 1  | 1  | 2  | 25,00   | 4   | 10  | -6  |
| 2019                | Croazia        | Qual. Euro 2020               | 1º nel Gruppo E, qualificato                             | 8  | 5  | 2  | 1  | 62,50   | 17  | 7   | +10 |
| 2020                | Croazia        | UEFA Nations League 2020-2021 | 3º nel Gruppo 3                                          | 6  | 1  | 0  | 5  | 16,67   | 9   | 16  | -7  |
| 2021                | Croazia        | Qual. Mondiale 2022           | 1º nel Gruppo H, qualificato                             | 10 | 7  | 2  | 1  | 70,00   | 21  | 4   | +17 |
| Giu.-lug. 2021      | Croazia        | Europeo 2020                  | Ottavi di finale                                         | 4  | 1  | 1  | 2  | 25,00   | 7   | 8   | -1  |
| Giu. 2022-giu. 2023 | Croazia        | UEFA Nations League 2022-2023 | 2º                                                       | 8  | 5  | 2  | 1  | 62,50   | 12  | 8   | +4  |
| Nov.-dic. 2022      | Croazia        | Mondiale 2022                 | 3º                                                       | 7  | 2  | 4  | 1  | 28,57   | 8   | 7   | +1  |
| 2023                | Croazia        | Qual. Euro 2024               | 2º nel Gruppo D, qualificato                             | 8  | 5  | 1  | 2  | 62,50   | 13  | 4   | +9  |
| Giu.-lug. 2024      | Croazia        | Europeo 2024                  | 3º nel Gruppo B                                          | 3  | 0  | 2  | 1  | &0,00   | 3   | 6   | -3  |
| 2024                | Croazia        | UEFA Nations League 2024-2025 | Quarti di finale                                         | 6  | 2  | 2  | 2  | 33,33   | 8   | 8   | 0   |
| mar. 2025           | Croazia        | UEFA Nations League 2024-2025 | Quarti di finale                                         | 2  | 1  | 0  | 1  | 50,00   | 2   | 2   | 0   |
| Giu.-Nov. 2025      | Croazia        | Qual. Mondiale 2026           | nel gruppo L                                             | 2  | 2  | 0  | 0  | 100,00& | 12  | 1   | +11 |
| Dal 2018            | Croazia        | Amichevoli                    |                                                          | 19 | 10 | 5  | 4  | 52,63   | 28  | 21  | +7  |
| Totale Croazia      | Totale Croazia | Totale Croazia                | Totale Croazia                                           | 97 | 48 | 25 | 24 | 49,48   | 164 | 112 | +52 |

#### Panchine da commissario tecnico della nazionale croata
| Cronologia completa delle presenze e delle reti in nazionale ― Croazia | Cronologia completa delle presenze e delle reti in nazionale ― Croazia | Cronologia completa delle presenze e delle reti in nazionale ― Croazia | Cronologia completa delle presenze e delle reti in nazionale ― Croazia | Cronologia completa delle presenze e delle reti in nazionale ― Croazia | Cronologia completa delle presenze e delle reti in nazionale ― Croazia | Cronologia completa delle presenze e delle reti in nazionale ― Croazia               | Cronologia completa delle presenze e delle reti in nazionale ― Croazia |
| Data                                                                   | Città                                                                  | In casa                                                                | Risultato                                                              | Ospiti                                                                 | Competizione                                                           | Reti                                                                                 | Note                                                                   |
| ---------------------------------------------------------------------- | ---------------------------------------------------------------------- | ---------------------------------------------------------------------- | ---------------------------------------------------------------------- | ---------------------------------------------------------------------- | ---------------------------------------------------------------------- | ------------------------------------------------------------------------------------ | ---------------------------------------------------------------------- |
| 9-10-2017                                                              | Kiev                                                                   | Ucraina                                                                | 0 – 2                                                                  | Croazia                                                                | Qual. Mondiali 2018                                                    | 2 Andrej Kramarić                                                                    | Cap: L. Modrić                                                         |
| 9-11-2017                                                              | Zagabria                                                               | Croazia                                                                | 4 – 1                                                                  | Grecia                                                                 | Qual. Mondiali 2018                                                    | Luka Modrić (rig.) Nikola Kalinić Ivan Perišić Andrej Kramarić                       | Cap: L. Modrić                                                         |
| 12-11-2017                                                             | Il Pireo                                                               | Grecia                                                                 | 0 – 0                                                                  | Croazia                                                                | Qual. Mondiali 2018                                                    | -                                                                                    | Cap: L. Modrić                                                         |
| 24-3-2018                                                              | Miami                                                                  | Croazia                                                                | 2 – 0                                                                  | Grecia                                                                 | Amichevole                                                             | -                                                                                    | Cap: L. Modrić                                                         |
| 28-3-2018                                                              | Arlington                                                              | Messico                                                                | 0 – 1                                                                  | Croazia                                                                | Amichevole                                                             | Ivan Rakitić (rig.)                                                                  | Cap: I. Rakitić                                                        |
| 3-6-2018                                                               | Liverpool                                                              | Brasile                                                                | 2 – 0                                                                  | Croazia                                                                | Amichevole                                                             | -                                                                                    | Cap: L. Modrić                                                         |
| 8-6-2018                                                               | Osijek                                                                 | Croazia                                                                | 2 – 1                                                                  | Senegal                                                                | Amichevole                                                             | Ivan Perišić Andrej Kramarić                                                         | Cap: L. Modrić                                                         |
| 16-6-2018                                                              | Kaliningrad                                                            | Croazia                                                                | 2 – 0                                                                  | Nigeria                                                                | Mondiali 2018 - 1º turno                                               | autorete Luka Modrić (rig.)                                                          | Cap: L. Modrić                                                         |
| 21-6-2018                                                              | Nižnij Novgorod                                                        | Argentina                                                              | 0 – 3                                                                  | Croazia                                                                | Mondiali 2018 - 1º turno                                               | Ante Rebić Luka Modrić Ivan Rakitić                                                  | Cap: L. Modrić                                                         |
| 26-6-2018                                                              | Rostov                                                                 | Islanda                                                                | 1 – 2                                                                  | Croazia                                                                | Mondiali 2018 - 1º turno                                               | Milan Badelj Ivan Perišić                                                            | Cap: L. Modrić                                                         |
| 1-7-2018                                                               | Nižnij Novgorod                                                        | Croazia                                                                | 1 – 1 dts (3 - 2 dtr)                                                  | Danimarca                                                              | Mondiali 2018 - Ottavi di finale                                       | Mario Mandžukić                                                                      | Cap: L. Modrić                                                         |
| 7-7-2018                                                               | Soči                                                                   | Russia                                                                 | 2 – 2 dts (3 - 4 dtr)                                                  | Croazia                                                                | Mondiali 2018 - Quarti di finale                                       | Andrej Kramarić Domagoj Vida                                                         | Cap: L. Modrić                                                         |
| 11-7-2018                                                              | Mosca                                                                  | Croazia                                                                | 2 – 1 dts                                                              | Inghilterra                                                            | Mondiali 2018 - Semifinale                                             | Ivan Perišić Mario Mandžukić                                                         | Cap: L. Modrić                                                         |
| 15-7-2018                                                              | Mosca                                                                  | Francia                                                                | 4 – 2                                                                  | Croazia                                                                | Mondiali 2018 - Finale                                                 | Ivan Perišić Mario Mandžukić                                                         | Cap: L. Modrić                                                         |
| 6-9-2018                                                               | Faro                                                                   | Portogallo                                                             | 1 – 1                                                                  | Croazia                                                                | Amichevole                                                             | Ivan Perišić                                                                         | Cap: L. Modrić                                                         |
| 11-9-2018                                                              | Elche                                                                  | Spagna                                                                 | 6 – 0                                                                  | Croazia                                                                | UEFA Nations League 2018-2019 - 1º turno                               | -                                                                                    | Cap: L. Modrić                                                         |
| 12-10-2018                                                             | Fiume                                                                  | Croazia                                                                | 0 – 0                                                                  | Inghilterra                                                            | UEFA Nations League 2018-2019 - 1º turno                               | -                                                                                    | Cap: L. Modrić                                                         |
| 15-10-2018                                                             | Fiume                                                                  | Croazia                                                                | 2 – 1                                                                  | Giordania                                                              | Amichevole                                                             | Domagoj Vida Matej Mitrović                                                          | Cap: D. Vida                                                           |
| 15-11-2018                                                             | Zagabria                                                               | Croazia                                                                | 3 – 2                                                                  | Spagna                                                                 | UEFA Nations League 2018-2019 - 1º turno                               | Andrej Kramarić 2 Tin Jedvaj                                                         | Cap: L. Modrić                                                         |
| 18-11-2018                                                             | Londra                                                                 | Inghilterra                                                            | 2 – 1                                                                  | Croazia                                                                | UEFA Nations League 2018-2019 - 1º turno                               | Andrej Kramarić                                                                      | Cap: L. Modrić                                                         |
| 21-3-2019                                                              | Zagabria                                                               | Croazia                                                                | 2 – 1                                                                  | Azerbaigian                                                            | Qual. Euro 2020                                                        | Borna Barišić Andrej Kramarić                                                        | Cap: L. Modrić                                                         |
| 24-3-2019                                                              | Budapest                                                               | Ungheria                                                               | 2 – 1                                                                  | Croazia                                                                | Qual. Euro 2020                                                        | Ante Rebić                                                                           | Cap: L. Modrić                                                         |
| 8-6-2019                                                               | Osijek                                                                 | Croazia                                                                | 2 – 1                                                                  | Galles                                                                 | Qual. Euro 2020                                                        | autorete Ivan Perišić                                                                | Cap: L. Modrić                                                         |
| 11-6-2019                                                              | Varaždin                                                               | Croazia                                                                | 1 – 2                                                                  | Tunisia                                                                | Amichevole                                                             | Bruno Petković                                                                       | Cap: D. Vida                                                           |
| 6-9-2019                                                               | Trnava                                                                 | Slovacchia                                                             | 0 – 4                                                                  | Croazia                                                                | Qual. Euro 2020                                                        | Nikola Vlašić Ivan Perišić Bruno Petković Dejan Lovren                               | Cap: L. Modrić                                                         |
| 9-9-2019                                                               | Baku                                                                   | Azerbaigian                                                            | 1 – 1                                                                  | Croazia                                                                | Qual. Euro 2020                                                        | Luka Modrić (rig.)                                                                   | Cap: L. Modrić                                                         |
| 10-10-2019                                                             | Spalato                                                                | Croazia                                                                | 3 – 0                                                                  | Ungheria                                                               | Qual. Euro 2020                                                        | Luka Modrić 2 Bruno Petković                                                         | Cap: L. Modrić                                                         |
| 13-10-2019                                                             | Cardiff                                                                | Galles                                                                 | 1 – 1                                                                  | Croazia                                                                | Qual. Euro 2020                                                        | Nikola Vlašić                                                                        | Cap: L. Modrić                                                         |
| 16-11-2019                                                             | Fiume                                                                  | Croazia                                                                | 3 – 1                                                                  | Slovacchia                                                             | Qual. Euro 2020                                                        | Nikola Vlašić Bruno Petković Ivan Perišić                                            | Cap: L. Modrić                                                         |
| 19-11-2019                                                             | Pola                                                                   | Croazia                                                                | 2 – 1                                                                  | Georgia                                                                | Amichevole                                                             | autorete Ivan Perišić                                                                | Cap: I. Perisić                                                        |
| 5-9-2020                                                               | Porto                                                                  | Portogallo                                                             | 4 – 1                                                                  | Croazia                                                                | UEFA Nations League 2020-2021 - 1º turno                               | Bruno Petković                                                                       | Cap: D. Vida                                                           |
| 8-9-2020                                                               | Saint-Denis                                                            | Francia                                                                | 4 – 2                                                                  | Croazia                                                                | UEFA Nations League 2020-2021 - 1º turno                               | Dejan Lovren Josip Brekalo                                                           | Cap: I. Perisić                                                        |
| 7-10-2020                                                              | San Gallo                                                              | Svizzera                                                               | 1 – 2                                                                  | Croazia                                                                | Amichevole                                                             | Josip Brekalo Mario Pašalić                                                          | Cap: D. Vida                                                           |
| 11-10-2020                                                             | Zagabria                                                               | Croazia                                                                | 2 – 1                                                                  | Svezia                                                                 | UEFA Nations League 2020-2021 - 1º turno                               | Nikola Vlašić Andrej Kramarić                                                        | Cap: L. Modrić                                                         |
| 14-10-2020                                                             | Zagabria                                                               | Croazia                                                                | 1 – 2                                                                  | Francia                                                                | UEFA Nations League 2020-2021 - 1º turno                               | Nikola Vlašić                                                                        | Cap: L. Modrić                                                         |
| 11-11-2020                                                             | Istanbul                                                               | Turchia                                                                | 3 – 3                                                                  | Croazia                                                                | Amichevole                                                             | Ante Budimir Mario Pašalić Josip Brekalo                                             | Cap: D. Vida                                                           |
| 14-11-2020                                                             | Solna                                                                  | Svezia                                                                 | 2 – 1                                                                  | Croazia                                                                | UEFA Nations League 2020-2021 - 1º turno                               | autorete                                                                             | Cap: L. Modrić                                                         |
| 17-11-2020                                                             | Spalato                                                                | Croazia                                                                | 2 – 3                                                                  | Portogallo                                                             | UEFA Nations League 2020-2021 - 1º turno                               | 2 Mateo Kovačić                                                                      | Cap: L. Modrić                                                         |
| 24-3-2021                                                              | Lubiana                                                                | Slovenia                                                               | 1 – 0                                                                  | Croazia                                                                | Qual. Mondiali 2022                                                    | -                                                                                    | Cap: L. Modrić                                                         |
| 27-3-2021                                                              | Fiume                                                                  | Croazia                                                                | 1 – 0                                                                  | Cipro                                                                  | Qual. Mondiali 2022                                                    | Mario Pašalić                                                                        | Cap: L. Modrić                                                         |
| 30-3-2021                                                              | Fiume                                                                  | Croazia                                                                | 3 – 0                                                                  | Malta                                                                  | Qual. Mondiali 2022                                                    | Luka Modrić (rig.) Ivan Perišić Josip Brekalo                                        | Cap: L. Modrić                                                         |
| 1-6-2021                                                               | Velika Gorica                                                          | Croazia                                                                | 1 – 1                                                                  | Armenia                                                                | Amichevole                                                             | Ivan Perišić                                                                         | Cap: L. Modrić                                                         |
| 6-6-2021                                                               | Bruxelles                                                              | Belgio                                                                 | 1 – 0                                                                  | Croazia                                                                | Amichevole                                                             | -                                                                                    | Cap: L. Modrić                                                         |
| 13-6-2021                                                              | Londra                                                                 | Inghilterra                                                            | 1 – 0                                                                  | Croazia                                                                | Euro 2020 - 1º turno                                                   | -                                                                                    | Cap: L. Modrić                                                         |
| 18-6-2021                                                              | Glasgow                                                                | Croazia                                                                | 1 – 1                                                                  | Rep. Ceca                                                              | Euro 2020 - 1º turno                                                   | Ivan Perišić                                                                         | Cap: L. Modrić                                                         |
| 23-6-2021                                                              | Glasgow                                                                | Croazia                                                                | 3 – 1                                                                  | Scozia                                                                 | Euro 2020 - 1º turno                                                   | Nikola Vlašić Luka Modrić Ivan Perišić                                               | Cap: L. Modrić                                                         |
| 28-6-2021                                                              | Copenaghen                                                             | Croazia                                                                | 3 – 5 dts                                                              | Spagna                                                                 | Euro 2020 - Ottavi di finale                                           | autorete Mislav Oršić Mario Pašalić                                                  | Cap: L. Modrić                                                         |
| 1-9-2021                                                               | Mosca                                                                  | Russia                                                                 | 0 – 0                                                                  | Croazia                                                                | Qual. Mondiali 2022                                                    | -                                                                                    | Cap: I. Perišić                                                        |
| 4-9-2021                                                               | Bratislava                                                             | Slovacchia                                                             | 0 – 1                                                                  | Croazia                                                                | Qual. Mondiali 2022                                                    | Marcelo Brozović                                                                     | Cap: D. Vida                                                           |
| 7-9-2021                                                               | Spalato                                                                | Croazia                                                                | 3 – 0                                                                  | Slovenia                                                               | Qual. Mondiali 2022                                                    | Marko Livaja Mario Pašalić Nikola Vlašić                                             | Cap: I. Perišić                                                        |
| 8-10-2021                                                              | Larnaca                                                                | Cipro                                                                  | 0 – 3                                                                  | Croazia                                                                | Qual. Mondiali 2022                                                    | Ivan Perišić Joško Gvardiol Marko Livaja                                             | Cap: L. Modrić                                                         |
| 11-10-2021                                                             | Osijek                                                                 | Croazia                                                                | 2 – 2                                                                  | Slovacchia                                                             | Qual. Mondiali 2022                                                    | Andrej Kramarić Luka Modrić                                                          | Cap: L. Modrić                                                         |
| 11-11-2021                                                             | Ta' Qali                                                               | Malta                                                                  | 1 – 7                                                                  | Croazia                                                                | Qual. Mondiali 2022                                                    | Ivan Perišić Duje Caleta-Car Mario Pašalić Luka Modrić 2 Lovro Majer Andrej Kramarić | Cap: L. Modrić                                                         |
| 14-11-2021                                                             | Spalato                                                                | Croazia                                                                | 1 – 0                                                                  | Russia                                                                 | Qual. Mondiali 2022                                                    | autorete                                                                             | Cap: L. Modrić                                                         |
| 26-3-2022                                                              | Al Rayyan                                                              | Croazia                                                                | 1 – 1                                                                  | Slovenia                                                               | Amichevole                                                             | Andrej Kramarić                                                                      | Cap: L. Modrić                                                         |
| 29-3-2022                                                              | Al Rayyan                                                              | Croazia                                                                | 2 – 1                                                                  | Bulgaria                                                               | Amichevole                                                             | Luka Modrić (rig.) Andrej Kramarić                                                   | Cap: D. Vida                                                           |
| 3-6-2022                                                               | Osijek                                                                 | Croazia                                                                | 0 – 3                                                                  | Austria                                                                | UEFA Nations League 2022-2023 - 1º turno                               | -                                                                                    | Cap: M. Kovacić                                                        |
| 6-6-2022                                                               | Spalato                                                                | Croazia                                                                | 1 – 1                                                                  | Francia                                                                | UEFA Nations League 2022-2023 - 1º turno                               | Andrej Kramarić (rig.)                                                               | Cap: L. Modrić                                                         |
| 10-6-2022                                                              | Copenaghen                                                             | Danimarca                                                              | 0 – 1                                                                  | Croazia                                                                | UEFA Nations League 2022-2023 - 1º turno                               | Mario Pašalić                                                                        | Cap: M. Brozović                                                       |
| 13-6-2022                                                              | Saint-Denis                                                            | Francia                                                                | 0 – 1                                                                  | Croazia                                                                | UEFA Nations League 2022-2023 - 1º turno                               | Luka Modrić (rig.)                                                                   | Cap: L. Modrić                                                         |
| 22-9-2022                                                              | Zagabria                                                               | Croazia                                                                | 2 – 1                                                                  | Danimarca                                                              | UEFA Nations League 2022-2023 - 1º turno                               | Borna Sosa Lovro Majer                                                               | Cap: L. Modrić                                                         |
| 25-9-2022                                                              | Vienna                                                                 | Austria                                                                | 1 – 3                                                                  | Croazia                                                                | UEFA Nations League 2022-2023 - 1º turno                               | Luka Modrić (rig.) Marko Livaja Dejan Lovren                                         | Cap: L. Modrić                                                         |
| 16-11-2022                                                             | Riad                                                                   | Arabia Saudita                                                         | 0 – 1                                                                  | Croazia                                                                | Amichevole                                                             | Andrej Kramarić                                                                      | Cap: D. Lovren                                                         |
| 23-11-2022                                                             | Al Khor                                                                | Marocco                                                                | 0 – 0                                                                  | Croazia                                                                | Mondiali 2022 - 1º turno                                               | -                                                                                    | Cap: L. Modrić                                                         |
| 27-11-2022                                                             | Doha                                                                   | Croazia                                                                | 4 – 1                                                                  | Canada                                                                 | Mondiali 2022 - 1º turno                                               | 2 Andrej Kramarić Marko Livaja Lovro Majer                                           | Cap: L. Modrić                                                         |
| 1-12-2022                                                              | Al Rayyan                                                              | Croazia                                                                | 0 – 0                                                                  | Belgio                                                                 | Mondiali 2022 - 1º turno                                               | -                                                                                    | Cap: L. Modrić                                                         |
| 5-12-2022                                                              | Al Wakrah                                                              | Giappone                                                               | 1 – 1 dts (1 - 3 dtr)                                                  | Croazia                                                                | Mondiali 2022 - Ottavi di finale                                       | Ivan Perišić                                                                         | Cap: L. Modrić                                                         |
| 9-12-2022                                                              | Lusail                                                                 | Croazia                                                                | 1 – 1 dts (4 - 2 dtr)                                                  | Brasile                                                                | Mondiali 2022 - Quarti di finale                                       | Bruno Petković                                                                       | Cap: L. Modrić                                                         |
| 13-12-2022                                                             | Lusail                                                                 | Argentina                                                              | 3 – 0                                                                  | Croazia                                                                | Mondiali 2022 - Semifinale                                             | -                                                                                    | Cap: L. Modrić                                                         |
| 17-12-2022                                                             | Al Rayyan                                                              | Croazia                                                                | 2 – 1                                                                  | Marocco                                                                | Mondiali 2022 - Finale 3º - 4º posto                                   | Joško Gvardiol Mislav Oršić                                                          | Cap: L. Modrić                                                         |
| 25-3-2023                                                              | Spalato                                                                | Croazia                                                                | 1 – 1                                                                  | Galles                                                                 | Qual. Euro 2024                                                        | Andrej Kramarić                                                                      | Cap: L. Modrić                                                         |
| 28-3-2023                                                              | Bursa                                                                  | Turchia                                                                | 0 – 2                                                                  | Croazia                                                                | Qual. Euro 2024                                                        | 2 Mateo Kovačić                                                                      | Cap: L. Modrić                                                         |
| 14-6-2023                                                              | Rotterdam                                                              | Paesi Bassi                                                            | 2 – 4 dts                                                              | Croazia                                                                | UEFA Nations League 2022-2023 - Semifinale                             | Andrej Kramarić (rig.) Mario Pašalić Bruno Petković Luka Modrić (rig.)               | Cap: L. Modrić                                                         |
| 18-6-2023                                                              | Rotterdam                                                              | Croazia                                                                | 0 – 0 dts (4 - 5 dtr)                                                  | Spagna                                                                 | UEFA Nations League 2022-2023 - Finale                                 | -                                                                                    | Cap: L. Modrić                                                         |
| 8-9-2023                                                               | Fiume                                                                  | Croazia                                                                | 5 – 0                                                                  | Lettonia                                                               | Qual. Euro 2024                                                        | 2 Bruno Petković Luka Ivanušec Andrej Kramarić Mario Pašalić                         | Cap: L. Modrić                                                         |
| 11-9-2023                                                              | Erevan                                                                 | Armenia                                                                | 0 – 1                                                                  | Croazia                                                                | Qual. Euro 2024                                                        | Andrej Kramarić                                                                      | Cap: L. Modrić                                                         |
| 12-10-2023                                                             | Osijek                                                                 | Croazia                                                                | 0 – 1                                                                  | Turchia                                                                | Qual. Euro 2024                                                        | -                                                                                    | Cap: L.Modrić                                                          |
| 15-10-2023                                                             | Cardiff                                                                | Galles                                                                 | 2 – 1                                                                  | Croazia                                                                | Qual. Euro 2024                                                        | Mario Pašalić                                                                        | Cap: L. Modrić                                                         |
| 18-11-2023                                                             | Rīga                                                                   | Lettonia                                                               | 0 – 2                                                                  | Croazia                                                                | Qual. Euro 2024                                                        | Lovro Majer Andrej Kramarić                                                          | Cap: L. Modrić                                                         |
| 21-11-2023                                                             | Zagabria                                                               | Croazia                                                                | 1 – 0                                                                  | Armenia                                                                | Qual. Euro 2024                                                        | Ante Budimir                                                                         | Cap: L. Modrić                                                         |
| 23-3-2024                                                              | Il Cairo                                                               | Tunisia                                                                | 0 – 0 dts (4 - 5 dtr)                                                  | Croazia                                                                | Amichevole                                                             | -                                                                                    | Cap: L. Modrić                                                         |
| 26-3-2024                                                              | Il Cairo                                                               | Egitto                                                                 | 2 – 4                                                                  | Croazia                                                                | Amichevole                                                             | Nikola Vlašić Bruno Petković Andrej Kramarić Lovro Majer                             | Cap: L. Modrić                                                         |
| 3-6-2024                                                               | Fiume                                                                  | Croazia                                                                | 3 – 0                                                                  | Macedonia del Nord                                                     | Amichevole                                                             | 2 Lovro Majer Mario Pašalić                                                          | Cap: M. Kovačić                                                        |
| 8-6-2024                                                               | Oeiras                                                                 | Portogallo                                                             | 1 – 2                                                                  | Croazia                                                                | Amichevole                                                             | Luka Modrić (rig.) Ante Budimir                                                      | Cap: L. Modrić                                                         |
| 15-6-2024                                                              | Berlino                                                                | Spagna                                                                 | 3 – 0                                                                  | Croazia                                                                | Euro 2024 - 1º turno                                                   | -                                                                                    | Cap: L. Modrić                                                         |
| 19-6-2024                                                              | Amburgo                                                                | Croazia                                                                | 2 – 2                                                                  | Albania                                                                | Euro 2024 - 1º turno                                                   | Andrej Kramarić autorete                                                             | Cap: L.Modrić                                                          |
| 24-6-2024                                                              | Lipsia                                                                 | Croazia                                                                | 1 – 1                                                                  | Italia                                                                 | Euro 2024 - 1º turno                                                   | Luka Modrić                                                                          | Cap: L. Modrić                                                         |
| 5-9-2024                                                               | Lisbona                                                                | Portogallo                                                             | 2 – 1                                                                  | Croazia                                                                | UEFA Nations League 2024-2025 - 1º turno                               | autorete                                                                             | Cap: L. Modrić                                                         |
| 8-9-2024                                                               | Osijek                                                                 | Croazia                                                                | 1 – 0                                                                  | Polonia                                                                | UEFA Nations League 2024-2025 - 1º turno                               | Luka Modrić                                                                          | Cap: L. Modrić                                                         |
| 12-10-2024                                                             | Zagabria                                                               | Croazia                                                                | 2 – 1                                                                  | Scozia                                                                 | UEFA Nations League 2024-2025 - 1º turno                               | Igor Matanović Andrej Kramarić                                                       | Cap: L. Modrić                                                         |
| 15-10-2024                                                             | Varsavia                                                               | Polonia                                                                | 3 – 3                                                                  | Croazia                                                                | UEFA Nations League 2024-2025 - 1º turno                               | Borna Sosa Petar Sučić Martin Baturina                                               | Cap: L. Modrić                                                         |
| 15-11-2024                                                             | Glasgow                                                                | Scozia                                                                 | 1 – 0                                                                  | Croazia                                                                | UEFA Nations League 2024-2025 - 1º turno                               | -                                                                                    | Cap: L. Modrić                                                         |
| 18-11-2024                                                             | Spalato                                                                | Croazia                                                                | 1 – 1                                                                  | Portogallo                                                             | UEFA Nations League 2024-2025 - 1º turno                               | Joško Gvardiol                                                                       | Cap: L. Modrić                                                         |
| 20-3-2025                                                              | Spalato                                                                | Croazia                                                                | 2 – 0                                                                  | Francia                                                                | UEFA Nations League 2024-2025 - Quarti di finale (Andata)              | Ante Budimir Ivan Perišić                                                            | Cap: L. Modrić                                                         |
| 23-3-2025                                                              | Saint-Denis                                                            | Francia                                                                | 2 – 0 dts (5 – 4 dtr)                                                  | Croazia                                                                | UEFA Nations League 2024-2025 - Quarti di finale (Ritorno)             | -                                                                                    | Cap: L. Modrić                                                         |
| 6-6-2025                                                               | Faro                                                                   | Gibilterra                                                             | 0 – 7                                                                  | Croazia                                                                | Qual. Mondiali 2026                                                    | Mario Pašalić Ante Budimir 2 Franjo Ivanović Ivan Perišić 2 Andrej Kramarić          | Cap: I. Perišić                                                        |
| 9-6-2025                                                               | Osijek                                                                 | Croazia                                                                | 5 – 1                                                                  | Rep. Ceca                                                              | Qual. Mondiali 2026                                                    | 2 Andrej Kramarić Luka Modrić (rig.) Ivan Perišić Ante Budimir (rig.)                | Cap: L. Modrić                                                         |
| Totale                                                                 |                                                                        | Presenze                                                               | 97                                                                     |                                                                        | Reti                                                                   | 164                                                                                  |                                                                        |

## Palmarès

### Giocatore

#### Club

##### Competizioni nazionali
- Kup Maršala Tita: 1

Hajduk Spalato: 1983-1984

### Allenatore

#### Club

##### Competizioni nazionali
- Supercoppa d'Albania: 1

Dinamo Tirana: 2008
- Coppa della Corona del Principe saudita: 1

Al-Hilal: 2013
- Coppa del Presidente degli Emirati Arabi Uniti: 1

Al-Ain: 2013-2014
- UAE Arabian Gulf League: 1

Al-Ain: 2014–2015
- Arabian Gulf Super Cup: 1

Al-Ain: 2015